# Gábor Márton
Gábor Márton (ur. 15 września 1966w Peczu) – węgierski piłkarz występujący na pozycji pomocnika. Trener piłkarski.

## Kariera klubowa
Márton karierę rozpoczynał w 1985 roku w zespole Pécsi Munkás. W sezonie 1985/1986 wywalczył z nim wicemistrzostwo Węgier, a w sezonie 1989/1990 Puchar Węgier. W 1990 roku przeszedł do belgijskiego KRC Genk, grającego w pierwszej lidze. W 1992 roku wrócił na Węgry, gdzie został zawodnikiem klubu Kispest-Honvéd. W sezonie 1992/1993 zdobył z nim mistrzostwo Węgier, po czym przeniósł się do francuskiego AS Cannes. W Division 1 zadebiutował 11 sierpnia 1993 w wygranym 2:1 meczu z Lille OSC. W Cannes spędził sezon 1993/1994.
W 1994 roku Márton wrócił do Pécsi Munkás i tym razem spędził tam jeden sezon. Następnie w latach 1995–2000 występował w Izraelu w zespołach: Hapoel Kefar Sawa, Hapoel Petach Tikwa, Hapoel Tel Awiw oraz Hapoel Ironi Riszon le-Cijjon. W sezonie 1996/1997 wraz z Hapoelem Petach Tikwa wywalczył wicemistrzostwo Izraela. W 2000 roku ponownie przeszedł do Pécsi MFC i grał tam do 2004 roku. Potem występował w austriackim czwartoligowcu SV Güssing, a także w węgierskim Barcsi SC. W 2007 roku zakończył karierę.

## Kariera reprezentacyjna
W reprezentacji Węgier Márton zadebiutował 11 kwietnia 1990 w przegranym 0:3 towarzyskim meczu z Austrią. 27 maja 1992 w przegranym 1:2 towarzyskim pojedynku ze Szwecją strzelił swojego jedynego gola w kadrze. W latach 1990–1995 w drużynie narodowej rozegrał 21 spotkań i zdobył 1 bramkę.